# Grand Prix Formule 1 van Duitsland 1998
De Grand Prix Formule 1 van Duitsland 1998 werd gehouden op 2 augustus 1998 op de Hockenheimring.

## verslag

### Kwalificatie
Mika Häkkinen pakte de pole-position voor David Coulthard met achter hem Jacques Villeneuve. Michael Schumacher startte slechts op de negende plaats door een reeks problemen. Op vrijdag probeerde hij een nieuw chassis met langere wielbasis uit, maar omdat dit hem niet beviel, wisselde hij het in tegen het chassis waar hij de rest van het jaar al in had gereden. In de oefensessies op zaterdag spinde hij echter in de eerste ronde en later op de dag had hij nog een motorprobleem. Hierdoor kon hij pas echt in de kwalificatie zonder al te veel problemen rondjes rijden, waardoor hij op een negende plaats uitkwam.

### Race
Häkkinen en Coulthard reden de hele race op de plaatsen één en twee. Enkel Ralf Schumacher kon ze een tijdje volgen, maar hij stond op een twee-stopstrategie in tegenstelling tot de één-stopstrategie van de McLarens. Villeneuve nam de derde plaats van Ralf Schumacher over, welke hij kon behouden tot aan de finish. Damon Hill eindigde op de vierde plaats. Achter hem eindigden beide Schumachers, met Michael voor zijn broer Ralf.

## Uitslag
| Positie | Nummer | Rijder                | Team                | Ronden | Tijd/Opgave     | Startplaats | Punten |
| ------- | ------ | --------------------- | ------------------- | ------ | --------------- | ----------- | ------ |
| 1       | 8      | Mika Häkkinen         | McLaren-Mercedes    | 45     | 1'20:48.0       | 1           | 10     |
| 2       | 7      | David Coulthard       | McLaren-Mercedes    | 45     | +0.426          | 2           | 6      |
| 3       | 1      | Jacques Villeneuve    | Williams-Mecachrome | 45     | +2.577          | 3           | 4      |
| 4       | 9      | Damon Hill            | Jordan-Mugen-Honda  | 45     | +7.185          | 5           | 3      |
| 5       | 3      | Michael Schumacher    | Ferrari             | 45     | +12.613         | 9           | 2      |
| 6       | 10     | Ralf Schumacher       | Jordan-Mugen-Honda  | 45     | +29.738         | 4           | 1      |
| 7       | 5      | Giancarlo Fisichella  | Benetton-Playlife   | 45     | +31.026         | 8           |        |
| 8       | 4      | Eddie Irvine          | Ferrari             | 45     | +31.649         | 6           |        |
| 9       | 2      | Heinz-Harald Frentzen | Williams-Mecachrome | 45     | +32.784         | 10          |        |
| 10      | 14     | Jean Alesi            | Sauber-Petronas     | 45     | +48.371         | 11          |        |
| 11      | 6      | Alexander Wurz        | Benetton-Playlife   | 45     | +57.994         | 7           |        |
| 12      | 12     | Jarno Trulli          | Prost-Peugeot       | 44     | +1 Ronde        | 14          |        |
| 13      | 20     | Toranosuke Takagi     | Tyrrell-Ford        | 44     | +1 Ronde        | 15          |        |
| 14      | 17     | Mika Salo             | Arrows              | 44     | +1 Ronde        | 17          |        |
| 15      | 11     | Olivier Panis         | Prost-Peugeot       | 44     | +1 Ronde        | 16          |        |
| 16      | 23     | Esteban Tuero         | Minardi-Ford        | 43     | +2 Rondes       | 21          |        |
| DNF     | 15     | Johnny Herbert        | Sauber-Petronas     | 37     | Versnellingsbak | 12          |        |
| DNF     | 22     | Shinji Nakano         | Minardi-Ford        | 36     | Versnellingsbak | 20          |        |
| DNF     | 18     | Rubens Barrichello    | Stewart-Ford        | 27     | Versnellingsbak | 13          |        |
| DNF     | 19     | Jos Verstappen        | Stewart-Ford        | 24     | Versnellingsbak | 19          |        |
| DNF     | 16     | Pedro Diniz           | Arrows              | 2      | Gaspedaal       | 18          |        |
| DNQ     | 21     | Ricardo Rosset        | Tyrrell-Ford        |        |                 |             |        |

## Statistieken
| Pole-position | Mika Häkkinen   | McLaren-Mercedes | 1:41.838 |
| Snelste ronde | David Coulthard | McLaren-Mercedes | 1:46.116 |

## Noot
- Dit was de 25ste podiumplaats voor Mika Häkkinen.

1931 · 1932 · 1934 · 1935 · 1936 · 1937 · 1938 · 1939 · 1951 · 1952 · 1953 · 1954 · 1956 · 1957 · 1958 · 1959 · 1961 · 1962 · 1963 · 1964 · 1965 · 1966 · 1967 · 1968 · 1969 · 1970 · 1971 · 1972 · 1973 · 1974 · 1975 · 1976 · 1977 · 1978 · 1979 · 1980 · 1981 · 1982 · 1983 · 1984 · 1985 · 1986 · 1987 · 1988 · 1989 · 1990 · 1991 · 1992 · 1993 · 1994 · 1995 · 1996 · 1997 · 1998 · 1999 · 2000 · 2001 · 2002 · 2003 · 2004 · 2005 · 2006 · 2008 · 2009 · 2010 · 2011 · 2012 · 2013 · 2014 · 2016 · 2018 · 2019